# Asterinopsis pedicellaris
Asterinopsis pedicellaris är en sjöstjärneart som först beskrevs av Fisher 1913.  Asterinopsis pedicellaris ingår i släktet Asterinopsis och familjen Asterinidae. Inga underarter finns listade i Catalogue of Life.